# Morangis (Marne)
Pour les articles homonymes, voir Morangis.
Morangis (prononcé [mɔʁɑ̃ʒis] ) est une commune française, située dans le département de la Marne en région Grand Est.

## Géographie
| |                  |           |
| \| \| Chavot-Courcourt \| Monthelon \| \| Brugny-Vaudancourt \| Morangis \| Mancy \| \| Montmort-Lucy \| Moslins \| \| |                  |           |
| | Chavot-Courcourt | Monthelon |
| Brugny-Vaudancourt | Morangis         | Mancy     |
| Montmort-Lucy | Moslins          |           |

### Hydrographie
La commune est dans la région hydrographique « la Seine de sa source au confluent de l'Oise (exclu) » au sein du bassin Seine-Normandie. Elle est drainée par le Fossé 01 du Champ Trubart et les Rosettes,.

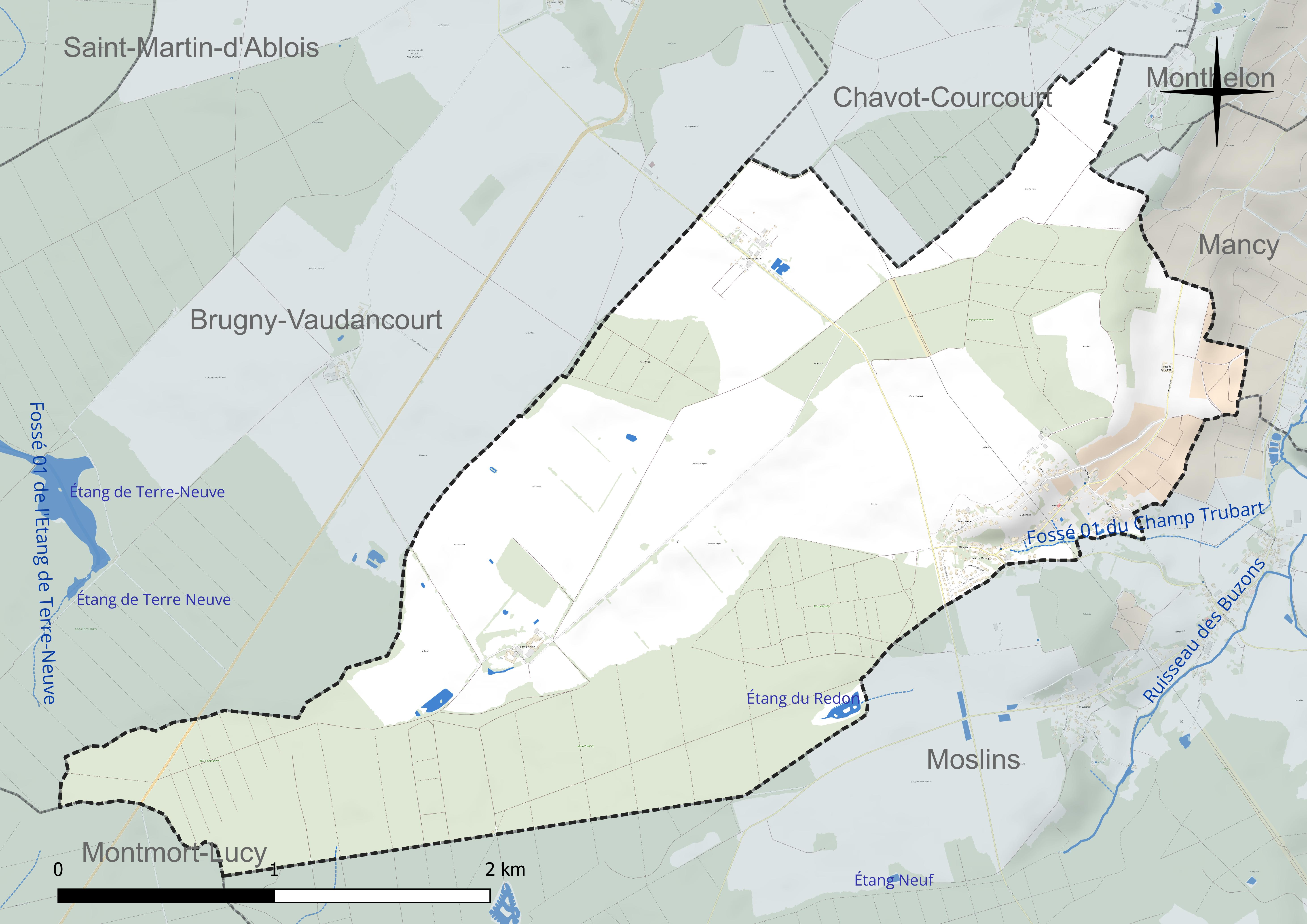
Réseau hydrographique de Morangis.

Un plan d'eau complète le réseau hydrographique : l'étang du Redon (0,9 ha),.

### Climat
Pour des articles plus généraux, voir Climat du Grand Est et Climat de la Marne.
En 2010, le climat de la commune est de type climat océanique dégradé des plaines du Centre et du Nord, selon une étude du Centre national de la recherche scientifique s'appuyant sur une série de données couvrant la période 1971-2000. En 2020, Météo-France publie une typologie des climats de la France métropolitaine dans laquelle la commune est exposée à un climat océanique altéré et est dans la région climatique  Nord-est du bassin Parisien, caractérisée par un ensoleillement médiocre, une pluviométrie moyenne régulièrement répartie au cours de l’année et un hiver froid (3 °C). 
Pour la période 1971-2000, la température annuelle moyenne est de 10,5 °C, avec une amplitude thermique annuelle de 16,2 °C. Le cumul annuel moyen de précipitations est de 785 mm, avec 11,7 jours de précipitations en janvier et 8,6 jours en juillet. Pour la période 1991-2020, la température moyenne annuelle observée sur la station météorologique de Météo-France la plus proche, « Chouilly », sur la commune de Chouilly à 9 km à vol d'oiseau, est de 11,4 °C et le cumul annuel moyen de précipitations est de 668,9 mm. 
La température maximale relevée sur cette station est de 40,3 °C, atteinte le 25 juillet 2019 ; la température minimale est de −12,3 °C, atteinte le 5 février 2012,,. 
Les paramètres climatiques de la commune ont été estimés pour le milieu du siècle (2041-2070) selon différents scénarios d'émission de gaz à effet de serre à partir des nouvelles projections climatiques de référence DRIAS-2020. Ils sont consultables sur un site dédié publié par Météo-France en novembre 2022.

## Urbanisme

### Typologie
Au 1er janvier 2024, Morangis est catégorisée commune rurale à habitat dispersé, selon la nouvelle grille communale de densité à sept niveaux définie par l'Insee en 2022.
Elle est située hors unité urbaine. Par ailleurs la commune fait partie de l'aire d'attraction d'Épernay, dont elle est une commune de la couronne,. Cette aire, qui regroupe 44 communes, est catégorisée dans les aires de 50 000 à moins de 200 000 habitants,.

### Occupation des sols
L'occupation des sols de la commune, telle qu'elle ressort de la base de données européenne d’occupation biophysique des sols Corine Land Cover (CLC), est marquée par l'importance des territoires agricoles (50,7 % en 2018), en diminution par rapport à 1990 (52,2 %). La répartition détaillée en 2018 est la suivante : 
terres arables (45,1 %), forêts (45 %), cultures permanentes (5,5 %), zones urbanisées (4,4 %). L'évolution de l’occupation des sols de la commune et de ses infrastructures peut être observée sur les différentes représentations cartographiques du territoire : la carte de Cassini (XVIIIe siècle), la carte d'état-major (1820-1866) et les cartes ou photos aériennes de l'IGN pour la période actuelle (1950 à aujourd'hui).

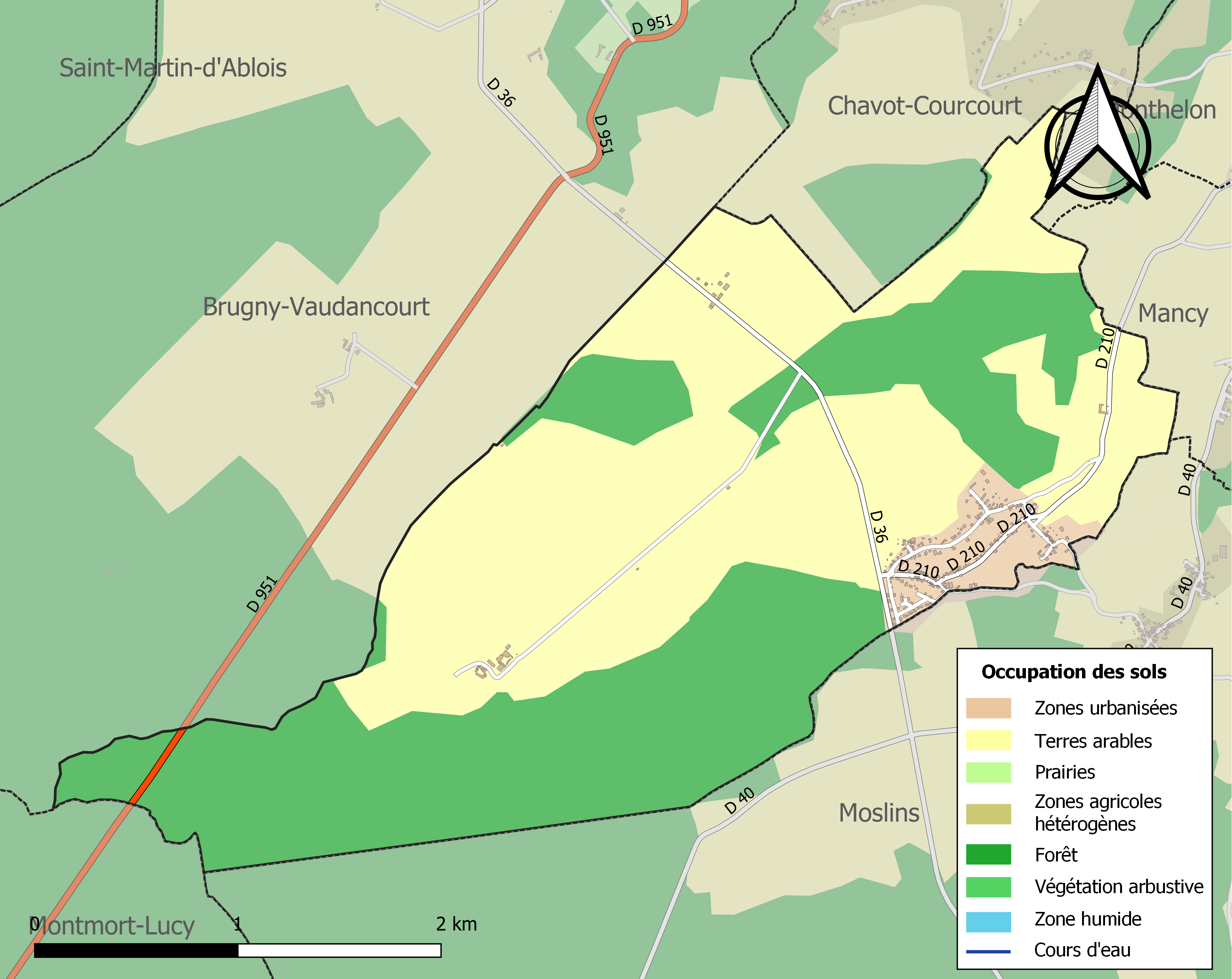
Carte des infrastructures et de l'occupation des sols de la commune en 2018 (CLC).

### Voies de communication et transports
Membre de la communauté d'agglomération Épernay, Coteaux et Plaine de Champagne, Morangis bénéficie du service de transport à la demande (TAD) du réseau Mouvéo. La commune dispose de deux arrêts (Le Liquidambar et Le Lavoir) sur la ligne J entre Moslins et Épernay, qui propose en 2025 deux allers et deux retours par jour (du lundi au samedi hors jours fériés).

## Toponymie
Le nom de la localité est attesté sous les formes Montrangis (1262) ; Monrengnis (XIIIe siècle) ; Mourangiz (1307) ; Mont Rengis (1382) ; Morengis (1495) ; Grand Morangis (XVIIIe siècle).

## Politique et administration

### Intercommunalité
La commune, antérieurement membre de la communauté de communes des Trois Coteaux, l'a quittée le 31 décembre 2013 pour rejoindre le 1er janvier 2014 la communauté de communes Épernay Pays de Champagne, conformément aux prévisions du schéma départemental de coopération intercommunale (SDCI) de la Marne du 15 décembre 2011,.

### Liste des maires
| Période                                  | Période                      | Identité              | Étiquette | Qualité                         |
| ---------------------------------------- | ---------------------------- | --------------------- | --------- | ------------------------------- |
| Les données manquantes sont à compléter. |                              |                       |           |                                 |
| 1995                                     | En cours (au 4 juillet 2014) | M. Claude Charpentier |           | Réélu pour le mandat 2014-2020, |

## Équipements et services publics

### Eau et déchets
L'approvisionnement en eau potable et l'assainissement des eaux usées sont des compétences de la communauté d'agglomération Épernay Agglo Champagne, gérées par le biais de son service « Régie Eau et Assainissement » depuis le 1er janvier 2022. La commune de Morangis est alimentée en eau potable par les captages de Vert-Toulon.
La communauté d'agglomération est également compétente en matière de déchets. La collecte des ordures ménagères résiduelles, des déchets recyclables et des biodéchets est réalisée en porte à porte, par mise à disposition de trois bacs distincts. La communauté d'agglomération adhèrant au syndicat de valorisation des ordures ménagères de la Marne (SYVALOM), ces déchets sont amenés au centre de transfert départemental de Pierry puis valorisés sur le site de La Veuve. La collecte du verre et des textiles se fait en apport volontaire. La communauté d'agglomération met par ailleurs trois déchèteries à disposition de ses habitants : à Magenta, Pierry et Voipreux.

### Enseignement
Morangis fait partie de l'académie de Reims.
Les enfants de Morangis fréquentent les écoles de Grauves, bien que la commune n'appartient pas au syndicat mixte scolaire des Trois Coteaux qui gère ces écoles. Situées rue Loucheur, elles accueillent 53 élèves de maternelle et 79 élèves d'élémentaire (chiffres 2024-2025).
Les enfants de Morangis sont ensuite rattachés au collège Antoine de Saint-Exupéry d'Avize et au lycée Stéphane-Hessel d'Épernay.

### Postes et télécommunications
Une boîte aux lettres de La Poste se trouve sur le territoire de la commune, rue de la Liberté. Les bureaux de poste les plus proches sont les agences postales communales de Pierry, Saint-Martin-d'Ablois et Cramant, à environ 6 km de Morangis.

### Justice, sécurité et secours
Du point de vue judiciaire, Morangis relève du conseil de prud'hommes d'Épernay, du tribunal de commerce de Reims, du tribunal de proximité, du tribunal judiciaire, du tribunal paritaire des baux ruraux et du tribunal pour enfants de Châlons-en-Champagne, dans le ressort de la cour d'appel de Reims. Pour le contentieux administratif, la commune dépend du tribunal administratif de Châlons-en-Champagne et de la cour administrative d'appel de Nancy.
Morangis est située en secteur Gendarmerie nationale et dépend de la brigade d'Avize.
En matière d'incendie et de secours, les casernes les plus proches sont celles d'Épernay et de Vertus, rattachées au Service départemental d'incendie et de secours (SDIS) de la Marne.

## Démographie
L'évolution du nombre d'habitants est connue à travers les recensements de la population effectués dans la commune depuis 1793. Pour les communes de moins de 10 000 habitants, une enquête de recensement portant sur toute la population est réalisée tous les cinq ans, les populations de référence des années intermédiaires étant quant à elles estimées par interpolation ou extrapolation. Pour la commune, le premier recensement exhaustif entrant dans le cadre du nouveau dispositif a été réalisé en 2006.

En 2022, la commune comptait 367 habitants, en évolution de −3,93 % par rapport à 2016 (Marne : −1,19 %, France hors Mayotte : +2,11 %).
| 1793 | 1800 | 1806 | 1821 | 1831 | 1836 | 1841 | 1846 | 1851 |
| ---- | ---- | ---- | ---- | ---- | ---- | ---- | ---- | ---- |
| 92   | 109  | 130  | 138  | 165  | 166  | 165  | 190  | 181  |

| 1856 | 1861 | 1866 | 1872 | 1876 | 1881 | 1886 | 1891 | 1896 |
| ---- | ---- | ---- | ---- | ---- | ---- | ---- | ---- | ---- |
| 183  | 169  | 149  | 145  | 144  | 136  | 134  | 138  | 150  |

| 1901 | 1906 | 1911 | 1921 | 1926 | 1931 | 1936 | 1946 | 1954 |
| ---- | ---- | ---- | ---- | ---- | ---- | ---- | ---- | ---- |
| 138  | 131  | 103  | 134  | 113  | 103  | 101  | 85   | 77   |

| 1962 | 1968 | 1975 | 1982 | 1990 | 1999 | 2006 | 2011 | 2016 |
| ---- | ---- | ---- | ---- | ---- | ---- | ---- | ---- | ---- |
| 89   | 96   | 127  | 199  | 245  | 220  | 270  | 327  | 382  |

| 2021 | 2022 | - | - | - | - | - | - | - |
| ---- | ---- | - | - | - | - | - | - | - |
| 381  | 367  | - | - | - | - | - | - | - |

## Lieux et monuments

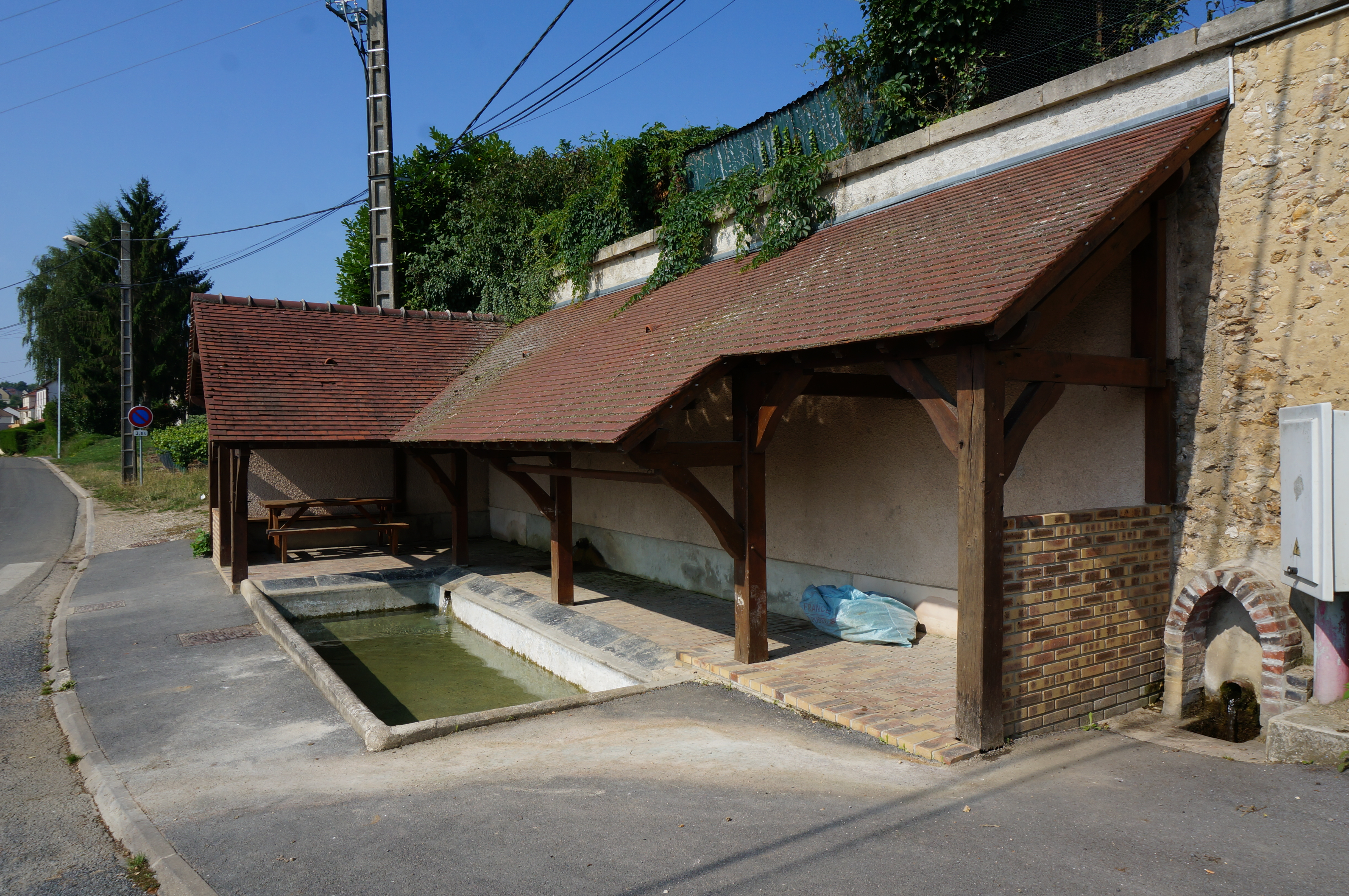
Le lavoir.

Un lavoir, une vue sur la vallée.